# 囲碁のアマチュア棋戦
囲碁のアマチュア棋戦（いごのアマチュアきせん、アマチュアの囲碁大会）及び国際棋戦について説明する。

## 参加資格
プロの棋士、及び院生は参加できない。院生経験者はその後一定期間アマチュア棋戦出場に制限がかかる場合がある。
一部の国際棋戦（グロービス杯世界囲碁U-20）では、プロ制度が無い国のアマチュアであれば参加できるプロアマ混合棋戦もある。

## 一般個人戦
以下の一般個人戦の歴代優勝者は、末尾の学生/一般アマチュア棋戦の歴代優勝者 を参照。

### 世界個人戦

#### 世界アマチュア囲碁選手権戦[1]
1979年に開始。マクマホン式トーナメントによる全6局、1日1局。2019年より、囲碁アマチュア竜星戦が日本代表決定戦となる。
第41回までの優勝者の国籍はのべで中国23回、日本8回、韓国7回、台湾2回、香港1回である。
第41回までの開催地は日本33回、中国5回、韓国1回、タイ1回、ロシア1回。
最多優勝者は今村文明、白宝祥で各3回。
持ち時間は1時間、使い切ると30秒の秒読みを3回。

#### 国務総理杯世界アマチュア囲碁選手権戦[2]
2006年から韓国で行われている棋戦。2021年8月に行われた第16回には64カ国/地域（アジア16、ヨーロッパ30、北中南アメリカ13、オセアニア2、アフリカ2）から64選手が参加。
第16回まで複数回優勝した選手はいない。優勝者の国籍は、韓国8人、中国7人、台湾1人である。
持ち時間は1時間、使い切ると30秒の秒読みを3回。

#### 世界青少年囲碁選手権大会[3]
1984年から台湾で行われている棋戦。
第6回からは12歳以下の少年組と16歳以下の青年組が行われる。
第36回までの少年組1位の国籍は中国17回、韓国16回、台湾2回、日本1回（関航太郎）。青年組1位の国籍は中国20回、韓国10回、台湾1回。
少年組と青年組の両方で1位となった選手は、夏銜譽、李康、韓升周、柯潔、李欽誠の5名。

### 国内個人戦
主要5大会
| 大会名略称   | 開始年 | 主催者                           | 全国大会 | 成績優秀者特典                    | 出典  |
| ------------ | ------ | -------------------------------- | -------- | --------------------------------- | ----- |
| アマ名人戦   | 2006年 | 朝日新聞社                       | 7月      | プロアマ囲碁名人戦                | [ 4 ] |
| ネット棋聖戦 | 2014年 | 読売新聞社                       | 9-10月   | 棋聖戦                            | [ 5 ] |
| アマ本因坊戦 | 1955年 | 毎日新聞社                       | 10月     | プロアマ本因坊対抗戦 阿含・桐山杯 | [ 6 ] |
| アマ竜星戦   | 2002年 | 囲碁・将棋チャンネル スカパー!他 | 11月     | 世界アマチュア囲碁選手権戦 竜星戦 | [ 7 ] |
| 赤旗名人戦   | 1963年 | しんぶん赤旗                     | 11月     | 新人王戦                          | [ 8 ] |

#### 囲碁アマチュア竜星戦（世界アマ日本代表決定戦）
2002年に全国ケーブルテレビ局選抜囲碁選手権大会として開始。2012年より囲碁アマチュア竜星戦に改名。2019年より、囲碁・将棋チャンネル杯世界アマ日本代表決定戦を合併。
予選として6月上旬から11月上旬にかけて、「都道府県大会」、「ケーブルテレビ局選抜囲碁選手権大会」、「スカパー！杯ネット囲碁選手権大会」の3大会を実施。各大会の勝ち上がり者など最大64名が、11月下旬に開催される全国大会に出場。
全国大会優勝者は世界アマチュア囲碁選手権戦への出場権を、ベスト4以上はプロの竜星戦予選への出場権を、それぞれ得る。

#### 全日本アマチュア本因坊戦
2019年は第65回。県代表選手各1名（ただし北海道、神奈川、愛知、大阪、福岡は2名、東京は4名）と招待選手が全国大会に出場する。招待選手は、前期優勝者、名誉アマ本因坊、女流アマ、中学生名人、学生本因坊、女子学生本因坊など。
全国大会優勝者はプロの本因坊とプロアマ本因坊対抗戦を行うことが出来る。全国大会のベスト8は、プロ棋戦の阿含・桐山杯に出場できる。過去4回以上の優勝者には名誉アマチュア本因坊の称号が贈られる。
持ち時間1時間。

#### 朝日アマチュア囲碁名人戦
1961年から2005年までは朝日アマ囲碁十傑戦として開催。
県代表選手各1名（ただし北海道と東京は2名）、及び招待選手（前回の準優勝者、過去5回のポイント上位5人、女流1名、学生代表1名及び主催者推薦1名）が出場し 挑戦者を決定、前回優勝者であるアマ名人と三番勝負の挑戦手合を行う。
全国大会優勝者はプロの名人とプロアマ囲碁名人戦を行うことが出来る。
持ち時間40分、使い切ると1手30秒の秒読み。

#### 赤旗名人戦
2019年は第56期。都道府県代表と招待選手計56名による全国大会予選リーグ（4名ずつの2勝勝ち抜き制）が行われ、勝ち抜き者28名による決勝トーナメントが行われる。
最多優勝は上原吉治で5回、最多連続優勝は柳田朋哉で4連覇。

#### ネット棋聖戦
2022年は第9回。大会は年間に4シーズン開催されている。
参加クラスはSAクラス（トップアマ）・Aクラス（アマ四段以上）・Bクラス（アマ初段-三段）・Cクラス（アマ1-5級）・Dクラス（アマ6級以下。以上の棋力はいずれも目安）に分かれており、各シーズンの結果を受けて上位者は昇格、下位者は降格する。SAクラスにはアマ主要大会ベスト8等の実績が無い限り初出場での参加はできない。
対局はほぼ全てインターネットで行われるが、「他者からの助言を得たり、囲碁AIを用いる不正行為」などは禁止されている。強い疑いが持たれた際には、試験碁、今後の大会への参加禁止ならびにID・氏名の公表などの処罰が加えられる可能性がある。
ベスト4に入るとプロの棋聖戦への出場権を得られる。
持ち時間(SAクラス)は60分、使い切ると1手30秒の秒読み。

#### 宝酒造杯 囲碁クラス別チャンピオン戦（2019年終了）
2008年に第1回が行われ、2019年度・第12回まで開催された。
日本棋院と宝酒造株式会社が主催。宝酒造が製造したお酒の試飲などのサービスがある、ユニークな大会であった。
2019年第12回の地区大会は、囲碁初心者向けプレイベント「はじめての宝酒造杯」と合わせ、過去最高の10,420人が参加し、アマ棋戦として最大級の規模となっている。
参加クラスは名人戦・六段戦・五段戦・四段戦・三段戦・二段戦・初段戦・級位戦(1)・級位戦(2)に分けられている。全国13会場で地区大会を行い、各地区大会の各クラス優勝者および女性最優秀選手が代表となり、全国大会に出場する。
日本棋院の『令和4年度事業報告』にて、2019年度の第12回を以て、これまでの形での大会は正式に終了となったことが公示された。

### 女流棋戦

#### 全日本女流アマチュア囲碁選手権大会[10]
1959年開始。株式会社桜ゴルフ後援、株式会社シーボン、福島民報社協賛。
都道府県予選の通過者とシード5名が、6名ずつ16組の一次リーグを行い、各1位となった16名の本戦トーナメント戦を行う。
持ち時間はリーグ40分切れ負け。本戦トーナメント40分、使い切ると1手30秒の秒読み。

### ペア棋戦

#### 国際アマチュア・ペア碁選手権大会[11]
1990年開始。公益財団法人 日本ペア碁協会、国際アマチュア・ペア碁選手権大会実行委員会主催。
本戦には日本国内8地域代表選手、パンダネット・ペア碁チャンピオン及び各国代表選手約20組の、計32組が出場。
持ち時間は本戦が60分、「公式ハンデ戦」が40分で、切れ負け。

### 団体戦

#### 朝日アマ囲碁団体十傑戦[12]
日本棋院、朝日新聞社主催。2019年は第44回。
5級以上で、1人は有段者を含む1チーム3名。申告段級に応じたハンデ戦（不当な段級申請は失格）。スイス方式5回戦で順位を決定。
持ち時間40分切れ負け。

#### アマチュア囲碁団体戦[13]
日本棋院主催 伊藤園協賛。2019年は第19回。
1チーム3名で、無差別戦（互先、24チームまで）とクラス別戦（日本棋院がクラス分け。最大5子局までのハンデ戦、96チームまで）のいずれかに申し込む。全チーム4回戦のリーグで1-4位を決定。
持ち時間40分切れ負け。

#### オールアマ囲碁団体戦[14]
日本棋院主催。2019年は第15回。
1チーム5名で、棋力の高い順に配列。無差別戦（互先、24チームまで）とクラス別戦（日本棋院がクラス分け。最大5子局までのハンデ戦、96チームまで）のいずれかに申し込む。全チーム4回戦のリーグで1-4位を決定。
持ち時間40分切れ負け。

## 小・中学生棋戦

### 個人戦
以下の小・中学生個人戦の歴代優勝者は、末尾の小中高生アマチュア棋戦の歴代優勝者 を参照。小学生の部・中学生の部に分かれて行うのが、少年少女囲碁大会とこども囲碁チャンピオン戦。小中学生が同じリーグで競うのがジュニア本因坊戦。小学生のみの大会がこども棋聖戦。

#### 文部科学大臣杯 少年少女囲碁大会[15]
1980年開始。決勝戦は毎年NHKでテレビ放送され、日本棋院の特別対局室「幽玄の間」で行われる。過去の優勝、入賞者には、その後プロ棋士となった者も多い。
小学生の部と中学生の部で、それぞれ都道府県予選を勝ち抜いた代表選手による全国大会を行う（2022年現在、8月に開催）。
選手を8ブロックに分け一次リーグを行い、それぞれ上位2名が本戦トーナメントに進出。
持ち時間は一次リーグ：40分切れ負け。本戦は30分、使い切ると1手10秒秒読み。

#### 全日本こども囲碁チャンピオン戦[17]
2018年開始。子ども囲碁普及会主催、特別協賛コニシ株式会社。幼稚園、保育園児も参加可。
全国18の地区大会において出場資格を得た、小学生以下の部24名、中学生の部24名、合計48名が代表選手として3月の全国大会に出場。
全国大会の持ち時間は30分、一手30秒の秒読み。

#### 花まる学習会杯ジュニア本因坊戦[18]
1998年開始。毎日新聞社主催。大会の模様は囲碁・将棋チャンネルの特別番組で放映される。
全国10地区22大会から代表32名を選出し、3月に全国大会を行う。幼稚園、保育園児も参加可。
スイス方式によるリーグ戦で得点の高い順に優勝・入賞者が決められ、優勝者には#全日本アマチュア本因坊戦への出場権が与えられる。
持ち時間は30分。

#### くらしき吉備真備杯こども棋聖戦[19]
2011年開始。倉敷市、読売新聞社、日本棋院、倉敷市文化振興財団主催。
都道府県大会において選抜、または推薦された小学生低学年の部48名、小学生高学年の部48名が代表選手として12月の全国大会に出場。
3回戦の予選リーグを行い、各リーグ1位が決勝トーナメントに進出。3回戦のトーナメント戦で1～3位を決定する。
高学年の部優勝者は審判（プロ棋士）と公開記念対局を行う。
持ち時間は予選：30分切れ負け／本戦：40分切れ負け／決勝：40分、使い切ると1手10秒秒読み。

### 団体戦

#### 文部科学大臣杯 小・中学校囲碁団体戦[20]
2004年開始。日本棋院、産経新聞社主催。
小学校の部と中学校の部で、それぞれ都道府県予選を勝ち抜いた代表校による全国大会を行う。
各校3名。段位の順に、主将・副将・三将としメンバーの入れ替え不可。
各都道府県代表校を8ブロックに分け予選リーグを行い、リーグ1位が決勝トーナメントに進出する。
持ち時間は40分切れ負け。決勝戦のみ30分、使い切ると一手10秒の秒読み。

## 高校生棋戦
以下の高校生個人戦の歴代優勝者は、末尾の小中高生アマチュア棋戦の歴代優勝者 を参照。

### 個人戦＆団体戦

#### 文部科学大臣杯 大会全国高校囲碁選手権大会[21]
1965年から開催され、1977年から発展的解消して現在の形となった。高等学校文化連盟全国囲碁専門部、全国高等学校囲碁連盟、日本棋院主催。
団体戦は1チーム3名で、各都道府県男女各1チーム（東京のみ男2チーム女2チーム）が7月の全国大会に出場。
個人戦は男子・女子それぞれ各都道府県2名（東京は各4名）が出場する（他に前年度優勝などによる増枠がある）。それぞれ8位までが入賞。
1次リーグを3局打ち、1位になった選手または学校が決勝トーナメントに出場する。
団体戦の最多優勝回数は新旧合わせて、男子は麻布高校、灘高校が各8回、女子では藤村女子高が17回を数える。

#### 全国高等学校囲碁選抜大会[22]
2007年創設。全国高等学校文化連盟囲碁専門部会、全国高等学校囲碁連盟、読売新聞社、関西棋院主催。
各ブロック（北海道・東北・関東・北信越・東海・近畿・中国・四国・九州）より推薦された、高校1年生か2年生の生徒によって3月に全国大会が争われる。
団体戦は、男女各3名一組✕16チーム、計32チーム。個人戦、9路盤戦は男女各16名、計64名。
団体戦・個人戦はスイス方式による4局。9路盤戦は1次リーグ7局後に順位決定トーナメント3局。
団体戦の最多優勝回数は、男子は埼玉県立浦和高校が4回、女子では豊島岡女子高が3回。
持ち時間は35分、使い切ると1手10秒の秒読み。（9路盤戦は5分、使い切ると1手10秒の秒読み。）

#### 全国高等学校総合文化祭 囲碁部門[23]
1977年から開催。「文化部のインターハイ」とも呼ばれる総合文化祭の一部門。「全高総文」（ぜんこうそうぶん）、｢総文｣ （そうぶん）とも略される。
団体戦は、各都道府県 男女混成の3名一組。個人戦は男女各都道府県1名。
対戦の組合せ及び順位の決定は、スイス方式に準ずる方式。
持ち時間は35分、使い切ると1手10秒の秒読み。

## 学生棋戦（大学）
以下の（大）学生個人戦の歴代優勝者は、末尾の学生/一般アマチュア棋戦の歴代優勝者 を参照。

### 世界個人戦

#### The World Students GO OZA Championship（世界学生囲碁王座戦）[24]
2003年に開始。第17回は2019年2月に開催。
世界学生囲碁王座戦はアジアをはじめとする世界各地から選出された学生16名による囲碁大会。
スイス式トーナメント4回戦により行う。
第2-17回の優勝者の国籍はのべで、中国8韓国5日本3。
持ち時間は予選トーナメント90分切れ負け。決勝は1時間、使い切ると1手30秒の秒読み。

### 国内個人戦
主要な個人戦4大会
| 称号（通称） | 開始年 | 開催月 | 持ち時間   | 成績優秀者特典                   | 出典   |
| ------------ | ------ | ------ | ---------- | -------------------------------- | ------ |
| 学生本因坊   | 1957年 | 9月    | 1時間+30秒 | #全日本アマチュア本因坊戦        | [ 25 ] |
| 学生最強位   | 2011年 | 9月    | 40分+30秒  | 国際アマチュア・ペア碁選手権大会 | [ 26 ] |
| 学生十傑     | 1964年 | 11月   | 1時間+30秒 | 学生王座戦                       | [ 27 ] |
| 学生王座     | 2002年 | 12月   | 1時間+30秒 | 世界学生囲碁王座戦               | [ 28 ] |

#### 全日本学生囲碁王座戦[29]
2002年創設。第20回決勝は2021年12月に開催。
全国8地区の予選を通過した選手と、同年度の学生本因坊、学生十傑戦優勝者、学生最強位、女子学生代表の計32名でネット対局を行い、勝者16名によるトーナメント戦を行う。
優勝者及び優勝者と異性の最上位者は、上記世界王座戦に出場を推薦される。
優勝者はプロの王座と記念対局を行う。
持ち時間は1時間、使い切ると1手30秒の秒読み。

#### 全日本学生本因坊決定戦[30]
1957年から開催され、個人戦では一番古い歴史を持つ大会。毎日新聞社主催。
2011年より下記の日本女子学生本因坊決定戦と同日開催（2021年は9月19日）となり、男子学生のみの参加資格と変化した。
北海道・東北・関東・北信越・中部・近畿・中国四国・九州地区にわけ、各地区の予選を勝ち抜いた代表32名によるトーナメント戦。
優勝者は#全日本アマチュア本因坊戦に招待される。
持ち時間は1時間、使い切ると1手30秒の秒読み。

#### 全日本学生囲碁十傑戦[31]
1964年創設。第57回決勝は2021年11月に開催。
全日本学生囲碁連盟が主催する大会の中で唯一、大学院生や高校生以下も参加できる個人戦。1974年に金沢盛栄が、1978年に金沢東栄が高校生で優勝している。
北海道、東北、関東、北信越、中部、関西、中国四国、九州の8ブロックの上位入賞者と、女子の招待選手の計32名で、上位10名を決定。1位は同年度の学生王座戦に出場を推薦される。
持ち時間は1時間、使い切ると1手30秒の秒読み。

#### 全日本学生囲碁最強位戦[32]
2013年開始。第8回決勝は2020年9月に開催。全日本学生囲碁連盟、株式会社パンダネット主催。
最強位戦 (棋力目安：五段以上)、昇位戦　(棋力目安：初段～四段程度)、新星位戦　(棋力目安：１級以下)の3クラスに分かれて対戦。
最強位戦は予選で8組のトーナメント戦を行い、各枠勝ち抜き者計8名が決勝トーナメントに進出。
各クラスの優勝者は審判長（プロ棋士）との記念対局権、最強位戦の成績優秀者は国際アマチュア・ペア碁選手権大会への出場権を得る。
持ち時間は予選40分切れ負け、決勝40分、使い切ると1手30秒の秒読み。

### 女子個人戦

#### 全日本女子学生本因坊決定戦[33]
地区予選を通過した選手24名を抽選で6名ずつの4組に分け、スイス方式で各組上位1名を決定。そして上位者計4名がトーナメント方式で順位を競う。
優勝者は#全日本アマチュア本因坊戦に招待
持ち時間は1時間、使い切ると1手30秒の秒読み。

### 団体戦

#### 全日本大学囲碁選手権[34]
1957年創設。第65回決勝は2021年12月に開催。読売新聞社、全日本学生囲碁連盟主催。
北海道、東北、関東、北信越、中部、関西、中国四国、九州の各地区において5人1チームの大学リーグ戦を行う。春期・秋期リーグ戦の優勝校同士でプレーオフを行い、地区代表8校を決定。
総当りの全国リーグ戦で、チームとしての勝ち星が最も多い大学が優勝。優勝チームはアジア大学囲碁選手権戦に出場する。
最多優勝回数は、早稲田大学の15回。
持ち時間は1時間、使い切ると1手30秒の秒読み。

## 小中高生アマチュア棋戦の歴代優勝者
背景が色付けられているのは、アマチュア棋戦で5回以上の優勝経験者
| 年   |              |              |                   |                          |                            | 少年少女囲碁大会 | 少年少女囲碁大会 | 高校選手権 |          | 高校選手権   |            |
| 年   |              |              |                   |                          | 小学生                     | 中学生           | 男子             |            | 女子     |              |            |
| ---- | ------------ | ------------ | ----------------- | ------------------------ | -------------------------- | ---------------- | ---------------- | ---------- | -------- | ------------ | ---------- |
| 1977 |              |              |                   |                          |                            |                  |                  | 金子俊道   |          | 藤原恵子     |            |
| 1978 |              |              |                   |                          |                            |                  |                  | 下地玄昭   |          | 吉江康子     |            |
| 1979 |              |              |                   |                          |                            |                  |                  | 金沢東栄   |          | 吉江康子     |            |
| 1980 |              |              |                   |                          |                            | 横田茂昭         | 青木紳一         | 及川洋     |          | 下地和代     |            |
| 1981 |              |              |                   |                          |                            | 新垣朱武         | 村上弘文         | 行松靖     |          | 井上綾子     |            |
| 1982 |              |              |                   |                          |                            | 高野英樹         | 三村智保         | 上原秀史   |          | 井上綾子     |            |
| 1983 |              |              |                   |                          |                            | 宮崎龍太郎       | 高野英樹         | 上原秀史   |          | 小野広美     |            |
| 1984 |              |              |                   |                          |                            | 倉橋正行         | 平岡聡           | 岩井竜一   |          | 村井真理子   |            |
| 1985 |              |              |                   |                          |                            | 坂井秀至         | 高野英樹         | 岩井竜一   |          | 村井真理子   |            |
| 1986 |              |              |                   |                          |                            | 山下敬吾         | 坂井秀至         | 高野英樹   |          | 山口ユカ     |            |
| 1987 |              |              |                   |                          |                            | 黒瀧正憲         | 坂井秀至         | 平岡聡     |          | 佃優子       |            |
| 1988 |              |              |                   |                          |                            | 山下直紀         | 坂井秀至         | 片山浩之   |          | 脇恵子       |            |
| 1989 |              |              |                   |                          |                            | 溝上知親         | 黒瀧正樹         | 木下暢暁   |          | 上島亜希代   |            |
| 1990 |              |              |                   |                          |                            | 長谷川広         | 大野鉄平         | 坂井秀至   |          | 福田佳子     |            |
| 1991 |              |              |                   |                          |                            | 松本武久         | 豊田融           | 久保秀夫   |          | 三木京子     |            |
| 1992 |              |              |                   |                          |                            | 松本武久         | 新郷仁士         | 森洋喜     |          | 田中弓子     |            |
| 1993 |              |              |                   |                          |                            | 宮平博史         | 伊藤武男         | 中野祥孝   |          | 原武真美     |            |
| 1994 |              |              |                   |                          |                            | 石井茜           | 佐藤夏樹         | 大野鉄平   |          | 林美帆       |            |
| 1995 |              |              |                   |                          |                            | 万波佳奈         | 森下祐介         | 鈴木紀之   |          | 武井美沙     |            |
| 1996 |              |              |                   |                          |                            | 村上深           | 森下祐介         | 山森忠直   |          | 森川紗衣     |            |
| 年   | こども棋聖戦 | こども棋聖戦 | ジュニア 本因坊戦 |                          |                            | 少年少女囲碁大会 | 少年少女囲碁大会 | 高校選手権 | 高校選抜 | 高校選手権   | 高校選抜   |
| 年   | 低学年       | 高学年       | ジュニア 本因坊戦 |                          |                            | 小学生           | 中学生           | 男子       | 男子     | 女子         | 女子       |
| 1997 |              |              |                   |                          |                            | 井山裕太         | 加藤祐輝         | 鈴木紀之   |          | 山本浩世     |            |
| 1998 |              |              | 井山裕太          |                          |                            | 井山裕太         | 山本智裕         | 松田みこと |          | 新垣未希     |            |
| 1999 |              |              | 黒沢範行          |                          |                            | 向井千瑛         | 田澤和也         | 田中康収   |          | 宇根川万里江 |            |
| 2000 |              |              | 田沢和也          |                          |                            | 日野大地         | 周仲翔           | 坂口仁寿   |          | 新垣未希     |            |
| 2001 |              |              | 三根康弘          |                          |                            | 内田修平         | 山本拓徳         | 白石勇一   |          | 松本有加子   |            |
| 2002 |              |              | 日野大地          |                          |                            | 闇雲翼           | 糸山剛志         | 山田紘平   |          | 庄林莉沙     |            |
| 2003 |              |              | 玉井伸            |                          |                            | 日野立誠         | 日野大地         | 高津昌昭   |          | 下坂美織     |            |
| 2004 |              |              | 安達利昌          |                          |                            | 金沢真           | 日野大地         | 高津昌昭   |          | 下坂美織     |            |
| 2005 |              |              | 金沢真            |                          |                            | 夏冰             | 山下寛           | 高津昌昭   |          | 西香織       |            |
| 2006 |              |              | 山下寛            |                          |                            | 藤村洋輔         | 日野立誠         | 梅谷豊巨   |          | 深坂風子     |            |
| 2007 |              |              | 癸生川聡          |                          |                            | 谷口徹           | 夏冰             | 田中伸幸   | 日野大地 | 藤田光彩絵   | 柴田綺美   |
| 2008 |              |              | 玉井一輝          |                          |                            | 平野翔大         | 夏冰             | 闇雲翼     | 河口篤   | 藤田光彩絵   | 堀本範子   |
| 2009 |              |              | 玉井一輝          |                          |                            | 津田裕生         | 癸生川聡         | 大谷直輝   | 闇雲翼   | 堀本範子     | 小原侑子   |
| 2010 |              |              | 石原康佑          |                          |                            | 重田一就         | 大表拓都         | 大谷直輝   | 大橋勇介 | 呉理沙       | 田中晴香   |
| 2011 | 川口飛翔     | 林隆羽       |                   |                          |                            | 大西竜平         | 坂倉健太         | 癸生川聡   |          | 谷結衣子     |            |
| 2012 | 犬丸翔太     | 川口飛翔     | 浜崎公輔          |                          |                            | 林隆羽           | 中島光貴         | 大表拓都   | 堀井勇佑 | 榛沢彩香     | 塚田花梨   |
| 2013 | 酒井佑規     | 伊了         | 水精次元          |                          |                            | 加藤千笑         | 水精次元         | 齊藤正樹   | 保坂龍   | 谷麻衣子     | 倉科夏奈子 |
| 2014 | 福岡航太朗   | 森田拳       | 金遼              |                          |                            | 北芝礼           | 髙嶋渓吾         | 星合真吾   | 大表拓都 | 野村美奈     | 毛塚美希   |
| 2015 | 羽根和哉     | 田口昂征     | 寺下龍太郎        |                          |                            | 池田陽輝         | 林朋哉           | 坂倉健太   | 津田裕生 | 谷麻衣子     | 野村美奈   |
| 2016 | 向井俊成     | 福岡航太朗   | 青木裕孝          |                          |                            | 三浦太郎         | 森田拳           | 津田裕生   | 鈴木友博 | 辻萌夏       | 小長井優   |
| 2017 | 川端篤士     | 保田翔太     | 福岡航太朗        |                          |                            | 宮谷風雅         | 北芝礼           | 栗田佳樹   | 中島光貴 | 岩井温子     | 山本香菜   |
| 年   | こども棋聖戦 | こども棋聖戦 | ジュニア 本因坊戦 | こども囲碁チャンピオン戦 | こども囲碁チャンピオン戦   | 少年少女囲碁大会 | 少年少女囲碁大会 | 高校選手権 | 高校選抜 | 高校選手権   | 高校選抜   |
| 年   | 低学年       | 高学年       | ジュニア 本因坊戦 | 小学生                   | 中学生                     | 小学生           | 中学生           | 男子       | 男子     | 女子         | 女子       |
| 2018 | 鈴木唯斗     | 桑原樹       | 森田拳            | 保田翔太                 | 森田 拳                    | 川畑拓也         | 紅林英龍         | 林朋哉     | 林隆羽   | 岩井温子     | 岩井温子   |
| 2019 | 長尾想太     | 鈴木唯斗     | 末原蓮            | 川又瑛介                 | フィトラ ファイソル ウマル | 後藤一           | 武島蓮           | 鈴木智大   | 鈴木智大 | 加藤優希     | 岩井温子   |
| 2020 |              |              |                   | 小羽田洸洋               | 吉藤真成                   |                  |                  |            |          |              |            |
| 2021 | 遠藤壮一郎   | 渡利大遥     | 竹内怜櫂          | 米津玲吾                 | 竹内怜櫂                   | 吉田透真         | 髙橋良侑         | 堀公誓     | 宅見悠作 | 玉作青葉     | 玉作青葉   |
| 2022 | 永代斗真     | 三橋拓真     | 樋口駿            | 吉田透真                 | 小島二十                   | 渡利大遥         | 草木和仁         | 末原蓮     | 大島悟   | 長野優希     | 大沢巴     |
| 2023 |              |              | 長尾想太          | 刈谷研                   | 坂下悠太                   |                  |                  |            |          |              |            |

## 学生/一般アマチュア棋戦の歴代優勝者
背景が色付けられているのは、アマチュア棋戦で5回以上の優勝経験者。
全日本学生囲碁名人戦は、1979年から2002年まで対面対局、2008年から2010年までインターネット対局が行われ、以降休止されている。日本アマ囲碁最強戦は1982年に開始され、2003年以降は休止されている棋戦。
| 年   | (大)学生   | (大)学生 | (大)学生          | (大)学生   | (大)学生        | 一般アマチュア | 一般アマチュア  | 一般アマチュア  | 一般アマチュア  | 一般アマチュア | 一般アマチュア | 一般アマチュア | 一般アマチュア |
| 年   |            |          | 十傑              | 本因坊     |                 |                |                 | 本因坊          | 十傑            | 赤旗名人       |                |                |                |
| ---- | ---------- | -------- | ----------------- | ---------- | --------------- | -------------- | --------------- | --------------- | --------------- | -------------- | -------------- | -------------- | -------------- |
| 1955 |            |          |                   |            |                 |                |                 | 平田博則        |                 |                |                |                |                |
| 1956 |            |          |                   |            |                 |                |                 | 岡光雄          |                 |                |                |                |                |
| 1957 |            |          |                   | 上月武志   |                 |                |                 | 菊池康郎        |                 |                |                |                |                |
| 1958 |            |          |                   | 原田実     |                 |                |                 | 菊池康郎        |                 |                |                |                |                |
| 1959 |            |          |                   | 原田実     |                 |                |                 | 菊池康郎        |                 |                |                |                |                |
| 1960 |            |          |                   | 明楽昌夫   |                 |                |                 | 村上文祥        |                 |                |                |                |                |
| 1961 |            |          |                   | 後藤昌治   |                 |                |                 | 原田実          | 安藤英雄        |                |                |                |                |
| 1962 |            |          |                   | 吉田英紀   |                 |                |                 | 菊池康郎        | 平田博則        |                |                |                |                |
| 1963 |            |          |                   | 赤松正弘   |                 |                |                 | 原田実          | 村上文祥        | 渡辺満         |                |                |                |
| 1964 |            |          | 多田良雄          | 田中靖久   |                 |                |                 | 原田実          | 原田実          | 渡辺満         |                |                |                |
| 1965 |            |          | 小田良三          | 赤松正弘   |                 |                |                 | 菊池康郎        | 原田実          | 若山秀二       |                |                |                |
| 1966 |            |          | 綱川尚宏          | 安藤英雄   |                 |                |                 | 菊池康郎        | 石井成幸        | 渡辺満         |                |                |                |
| 1967 |            |          | 岩田一            | 岩田一     |                 |                |                 | 村上文祥        | 村上文祥        | 干場一徳       |                |                |                |
| 1968 |            |          | 今村文明          | 上村陽生   |                 |                |                 | 原田実          | 菊池康郎        | 干場一徳       |                |                |                |
| 1969 |            |          | 中園清三          | 上村陽生   |                 |                |                 | 菊池康郎        | 村上文祥        | 藤本俊夫       |                |                |                |
| 1970 |            |          | 三浦浩            | 中園清三   |                 |                |                 | 鳴海直          | 平田博則        | 仲松弥芳       |                |                |                |
| 1971 |            |          | 久保田良一        | 中園清三   |                 |                |                 | 三浦浩          | 村上文祥        | 肥田野和男     |                |                |                |
| 1972 |            |          | 中園清三          | 中園清三   |                 |                |                 | 菊池康郎        | 西村修          | 平野豊         |                |                |                |
| 年   | (大)学生   | (大)学生 | (大)学生          | (大)学生   | (大)学生        | 一般アマチュア | 一般アマチュア  | 一般アマチュア  | 一般アマチュア  | 一般アマチュア | 一般アマチュア | 一般アマチュア | 一般アマチュア |
| 年   | 名人       |          | 十傑              | 本因坊     |                 | 世界選手権     | 日本代表 決定戦 | 本因坊          | 十傑            | 赤旗名人       |                | 最強戦         |                |
| 1973 |            |          | 中村哲啓          | 河野靖     |                 |                |                 | 菊池康郎        | 平田博則        | 景山憲二       |                |                |                |
| 1974 |            |          | 金沢盛栄          | 畠秀史     |                 |                |                 | 三浦浩          | 村上文祥        | 二口外義       |                |                |                |
| 1975 |            |          | 趙祺衍            | 脇本安     |                 |                |                 | 田口哲朗        | 三浦浩          | 肱岡英昭       |                |                |                |
| 1976 |            |          | 奈良昌利          | 石倉昇     |                 |                |                 | 村上文祥        | 三浦浩          | 国府田克己     |                |                |                |
| 1977 |            |          | 金沢盛栄          | 木原廣美   |                 |                | 鳴海直          | 菊池康郎        | 菊池康郎        | 中西清一       |                |                |                |
| 1978 |            |          | 金沢東栄          | 金沢盛栄   |                 |                | 今村文明        | 村上文祥        | 平田博則        | 四方純雄       |                |                |                |
| 1979 | 金沢東栄   |          | 田村剛啓          | 金沢盛栄   |                 | 聶衛平         | 金沢盛栄        | 三浦浩          | 今村文明        | 上原吉治       |                |                |                |
| 1980 | 金沢盛栄   |          | 竹内圭史          | 金沢盛栄   |                 | 今村文明       | 平田博則        | 三浦浩          | 菊池康郎        | 上原吉治       |                |                |                |
| 1981 | 金沢盛栄   |          | 金沢盛栄          | 金沢盛栄   |                 | 邵震中         | 平田博則        | 村上文祥        | 菊池康郎        | 坂本孝則       |                |                |                |
| 1982 | 半沢悟     |          | 金沢東栄          | 和田幸樹   |                 | 曹大元         | 今村文明        | 菊池康郎        | 中園清三        | 上原秀史       |                | 金沢盛栄       |                |
| 1983 | 森崎俊充   |          | 金沢東栄          | 金沢東栄   |                 | 馬暁春         | 平田博則        | 菊池康郎        | 中園清三        | 阿部正利       |                | 金沢盛栄       |                |
| 1984 | 闇雲博明   |          | 金沢東栄          | 和田幸樹   |                 | 王群           | 菊池康郎        | 菊池康郎        | 村上文祥        | 阿部正利       |                | 金沢東栄       |                |
| 1985 | 金沢東栄   |          | 金沢東栄          | 金沢東栄   |                 | 汪見虹         | 菊池康郎        | 中園清三        | 小森祥嗣        | 飯田光雄       |                | 金沢東栄       |                |
| 1986 | 金沢東栄   |          | 渡辺高志          | 山本淳     |                 | 陳嘉鋭         | 今村文明        | 平田博則        | 原田実          | 上原吉治       |                |                |                |
| 1987 | 岡田孝生   |          | 岩井竜一          | 岩井真一   |                 | 今村文明       | 今村文明        | 中園清三        | 菊池康郎        | 中島政勝       |                | 金沢盛栄       |                |
| 1988 | 山本淳     |          | 潮海二郎          | 行松靖     |                 | 張文東         | 平田博則        | 平田博則        | 原田実          | 上原吉治       |                | 金沢盛栄       |                |
| 1989 | 潮海二郎   |          | 岩井竜一          | 後藤文郷   |                 | 車澤武         | 三浦浩          | 原田実          | 中園清三        | 上原吉治       |                | 金沢盛栄       |                |
| 1990 | 高野英樹   |          | 平岡聡            | 高野英樹   |                 | 常昊           | 今村文明        | 中園清三        | 中園清三        | 佐藤一雄       |                | 金沢盛栄       |                |
| 年   | (大)学生   | (大)学生 | (大)学生          | (大)学生   | (大)学生        | 一般アマチュア | 一般アマチュア  | 一般アマチュア  | 一般アマチュア  | 一般アマチュア | 一般アマチュア | 一般アマチュア | 一般アマチュア |
| 年   | 名人       | 王座     | 十傑              | 本因坊     | 世界王座        | 世界選手権     | 日本代表        | 本因坊          | 十傑            | 赤旗名人       | 竜星           | 最強戦         | ネット棋聖     |
| 1991 | 桧沢仁宏   |          | 高野英樹          | 高野英樹   |                 | 今村文明       | 菊池康郎        | 田中正人        | 菊池康郎        | 佐藤一雄       |                | 金沢盛栄       |                |
| 1992 | 高野英樹   |          | 平岡聡            | 平岡聡     |                 | 菊池康郎       | 平田博則        | 中園清三        | 三浦浩          | 田中豊         |                | 今村文明       |                |
| 1993 | 平岡聡     |          | 平岡聡            | 高野英樹   |                 | 孫宜国         | 平岡聡          | 平田博則        | 中園清三        | 鳥居信一       |                | 今村文明       |                |
| 1994 | 高野英樹   |          | 坂本修作          | 多賀文吾   |                 | 平岡聡         | 平田博則        | 高野英樹        | 平田博則        | 佐藤亜紀子     |                | 今村文明       |                |
| 1995 | 平岡聡     |          | 坂本修作          | 坂本修作   |                 | 平田博則       | 平田博則        | 中園清三        | 鮫島一郎        | 藤沢嘉浩       |                | 今村文明       |                |
| 1996 | 木下暢暁   |          | 光永淳造          | 坂本修作   |                 | 劉鈞           | 坂井秀至        | 坂井秀至        | 平岡聡          | 田中鉄也       |                | 坂井秀至       |                |
| 1997 | 多田匠     |          | 古家正大          | 多田匠     |                 | 劉鈞           | 平岡聡          | 原田実          | 菊池康郎        | 高薄智宏       |                | 坂井秀至       |                |
| 1998 | 多田匠     |          | 田中伸拓          | 田中伸拓   |                 | 金燦佑         | 坂井秀至        | 田中正人        | 菊池康郎        | 高薄智宏       |                | 坂井秀至       |                |
| 1999 | 多田匠     |          | 阿佐巧            | 田中伸拓   |                 | 兪在星         | 坂井秀至        | 三浦浩          | 木下暢暁        | 日高雅博       |                | 坂井秀至       |                |
| 2000 | 田中伸拓   |          | 坂本寧生          | 松田みこと |                 | 坂井秀至       | 金沢盛栄        | 岩井竜一        | 菊池康郎        | 湯浅英之       |                | 坂井秀至       |                |
| 2001 | 槇尾弘毅   |          | 槇尾弘毅          | 阿佐巧     |                 | 李岱春         | 菊池康郎        | 小森祥嗣        | 中園清三        | 今分喜行       |                | 坂井秀至       |                |
| 2002 | 朴道純     | 阿佐巧   | ソウ・チ ョンホン | 阿佐巧     |                 | 付利           | 中園清三        | 鮫島一郎        | 多賀文吾        | 日高雅博       | 大沢伸一郎     | 久代俊明       |                |
| 2003 |            | 瀧澤雄太 | 滝澤雄太          | 白石勇一   | 葉凌雲          |                |                 | 原田実          | 多賀文吾        | 奥田希一       | 石川展行       | 久代俊明       |                |
| 2004 |            | 田中康収 | 小野慎吾          | 坂口仁寿   | 劉欣            | 李康旭         | 菊池康郎        | 田中伸拓        | 王劭            | 高津昌昭       | 日高雅博       |                |                |
| 2005 |            | 江村棋弘 | 王劭              | 村上深     | 聞捷            | 胡煜清         | 平岡聡          | 平岡聡          | 田中伸拓        | 長谷川義則     | 岩井理直       |                |                |
| 2006 |            | 村上深   | 小野慎吾          | 村上深     | 江村棋弘        | 平岡聡         | 森洋喜          | 村上深          | 尹春浩          | 今分喜行       | 永代和盛       |                |                |
| 2007 |            | 村上深   | 花巻未生          | 高津昌昭   | 李衍昊          | 単子騰         | 土棟喜行        | 瀧澤雄太        | 洪マル グンセム | 関翔一         | 金井洋龍       |                |                |
| 年   | (大)学生   | (大)学生 | (大)学生          | (大)学生   | (大)学生        | 一般アマチュア | 一般アマチュア  | 一般アマチュア  | 一般アマチュア  | 一般アマチュア | 一般アマチュア | 一般アマチュア | 一般アマチュア |
| 年   | 名人       | 王座     | 十傑              | 本因坊     | 世界王座        | 世界選手権     | 日本代表        | 本因坊          | 名人            | 赤旗名人       | 竜星           | 宝酒造杯       | ネット棋聖     |
| 2008 | 太田尚吾   | 高津昌昭 | 花巻未生          | 谷口洋平   | イ・ヨン ・ヒー | 河成奉         | 金沢盛栄        | 洪マル グンセム | 尹春浩          | 伊達昌希       | 趙錫彬         | 佐藤洋平       |                |
| 2009 | 谷口洋平   | 山本拓徳 | 周仲翔            | 花巻未生   | 趙威            | 胡煜清         | 佐藤洋平        | 平岡聡          | 常石隆志        | 四方治雄       | 伊達昌希       | 金井洋龍       |                |
| 2010 | 花巻未生   | 谷口洋平 | 田中伸幸          | 神谷佑樹   | 孟曉龍          | 宋弘錫         | 平田博則        | 柳慎桓          | 常石隆志        | 伊瀬英介       | 伊達昌希       | 金子鎮成       |                |
| 2011 |            | 田中伸幸 | 闇雲翼            | 小山光晶   | ハム・ ヨンウー | 白宝祥         | 中園清三        | 中園清三        | 洪奭義          |                | 趙錫彬         | 田中伸幸       |                |
| 2012 |            | 柳田朋哉 | 柳田朋哉          | 田中伸幸   | 徐ホウ          | 喬智健         | 江村棋弘        | 平岡聡          | 洪奭義          | 坂倉健太       | 洪奭義         | 江村棋弘       |                |
| 年   | 最強位     |          |                   |            |                 |                |                 |                 |                 |                |                |                |                |
| 2013 | 加畑陽一   | 闇雲翼   | 山下寛            | 岡田量     | キム・ ユーハン | 崔顯宰         | 江村棋弘        | 洪奭義          | 洪奭義          | 関翔一         | 洪奭義         | 福田覚         |                |
| 2014 | 加畑陽一   | 丹羽隼也 | 吉村維倫          | 癸生川聡   | 王琛            | 詹宜典         | 平岡聡          | 洪奭義          | 洪奭義          | 平野翔大       | 洪奭義         | 玉置節丸       | 趙錫彬         |
| 2015 | 石村竜青   | 大関稔   | 大関稔            | 伊藤優真   | 蘇広悦          | 金昌勳         | 平岡聡          | 芝野龍之介      | 大表拓都        | 平野翔大       | 小野慎吾       | 田中伸拓       | 趙錫彬         |
| 2016 | 大関稔     | 大関稔   | 平野翔大          | 大関稔     | 大関稔          | 白宝祥         | 坂本修作        | 大関稔          | 平野翔大        | 柳田朋哉       | 諸留康博       | 村上深         | 趙錫彬         |
| 2017 | 杉田俊太朗 | 豊田裕仁 | 星合真吾          | 大関稔     | 大関稔          | 白宝祥         | 村上深          | 林隆羽          | 大関稔          | 柳田朋哉       | 諸留康博       | 李章元         | 石田太郎       |
| 2018 | 山田真生   | 大関稔   | 津田裕生          | 岡田健斗   | 朴才東          | 詹宜典         | 川口飛翔        | 平岡聡          | 栗田佳樹        | 柳田朋哉       | 諸留康博       | 大関稔         | 栗田佳樹       |
| 2019 | 星合真吾   | 石田太郎 | 栗田佳樹          | 栗田佳樹   | 白雲起          | 王琛           |                 | 大関稔          | 大関稔          | 柳田朋哉       | 森川舜弐       | 岡田健         | 栗田佳樹       |
| 2020 | 笠原悠暉   |          |                   |            |                 |                |                 |                 |                 |                |                |                | 村上深         |
| 2021 |            | 栗田佳樹 | 川口飛翔          | 栗田佳樹   |                 | 馬天放         |                 | 平岡聡          | 大関稔          |                |                |                | 竹田和正       |
| 2022 | 川口飛翔   | 川口飛翔 | 硯川俊正          | 川口飛翔   |                 | 白宝祥         |                 | 栗田佳樹        | 栗田佳樹        | 小野慎吾       |                |                | 村上深         |
| 2023 |            |          |                   |            | 金承遠          |                |                 |                 |                 |                |                |                |                |